# Aklansk
Aklanski ostrog (Russisch: Акланский острог) of Penzjinskoje zimovje (Пенжинское зимовье; "overwinterplaats Penzjina") was een versterkte stad in Rusland tussen 1679 en 1804 aan de rivier Oklan (destijds Chajachla of Aklan genoemd), die in de Penzjina stroomt. De stad, door Vladimir Atlasov opgericht als dwangburcht om de Korjaken te dwingen jasak te betalen, was niet veel meer dan een versterkte plaats, die de status van oejezdstad had. De plaats was dan ook gehaat bij de Korjaken (die de plaats meerdere malen platbrandden) en de Joekagieren (die de plaats eenmaal belegerden). De dichtstbijzijnde plaats was de ostrog Anadyrsk, aan de middenloop van de Anadyr.
Rond 1680 bevond zich er een blokhut met twee onderkomens; een voor de Kozakken en een voor Korjaakse gevangenen, die als amanat werden gehouden om de Korjaken te dwingen de jasak te doen betalen. Naast het huis bevond zich een schuur voor de opslag van sabelmarterhuiden.
In 1705 werd de ostrog belegerd door Korjaken, maar weer ontzet doordat in 1706 hulp arriveerde vanuit Jakoetsk. In 1714 werd de ostrog opnieuw belegerd door Joekagieren en Korjaken, maar weer niet ingenomen, doordat in 1716 hulp arriveerde vanuit Jakoetsk. In 1743 werd een nieuwe vierkante ostrog gebouwd met een lengte van 15 sazjen (32 meter) aan elke zijde en een hoogte van 2 sazjen (4,3 meter). In de ostrog verrezen een kapen, een huis voor de militaire bevelhebber, barakken, een opslagplaats voor de jasak en 2 voorraadschuren.
Van 26 november 1745 tot maart 1746 werd de ostrog opnieuw belegerd door Korjaken, die zich echter zelf weer terugtrokken. Na een nieuwe aanval bleven er te weinig mannen over om het fort te verdedigen en trok de overige bezetting naar Anadyrsk, waarbij een deel onderweg omkwam. Er brak een grote opstand uit onder de Korjaken waarbij veel Kozakken werden gedood en hun forten in de as werden gelegd. In 1748 werd de ostrog van Aklansk afgebrand door de Korjaken en werden de aanwezige wapens meegenomen, hoewel de Kozakken deze hadden verborgen in de grond. In 1751 werd 407 man tellend leger vanuit Anadyrsk gestuurd om de opstand onder deKorjaken neer te slaan, waarbij honderden doden vielen. Na nog een aantal van oorlogen gaven de Korjaken zich uiteindelijk over in 1757 nadat ongeveer de helft van hun volk was gedood.
In 1785 werd een poging gedaan door de Russen om Aklansk te herbouwen aan de rivier de Penzjina, maar de Korjaken waren zwaar tegen een nieuwe aanwezigheid van Russen midden in hun gebied en vielen de groep van Kozakken aan die was uitgezonden om een goede plek te bepalen, waarbij een aantal van de Kozakken werd gedood. Een jaar later werd Aklansk dan toch herbouwd aan de Aklan en werden een aantal bestuursfuncties hier ondergebracht vanuit Tigil, waar ze daarvoor vanaf 1782 tijdelijk waren ondergebracht.
In 1804 werd echter de oblast Kamtsjatka opgericht, waarbij de bestuursfuncties werden gecentreerd in Nizjnekamtsjatsk. Izjiginsk en Aklansk, die aan de rand van de nieuwe oblast lagen werden daarbij verlaten en verwoest.